# One Spoon of Chocolate
One Spoon of Chocolate ist ein Action-Thriller von RZA. Der Film mit Shameik Moore, RJ Cyler, Paris Jackson, Michael Harney, Rockmond Dunbar, Blair Underwood und Jason Isbell feierte im Juni 2025 beim Tribeca Film Festival seine Premiere.

## Handlung
Gerade aus dem Gefängnis entlassen zieht der Kriegsveteran Unique in die Kleinstadt Karenville in Ohio. Er hatte seinem Land in der Armee gedient und wurde fälschlicherweise der Körperverletzung beschuldigt und hiefür verurteilt. Um sein Leben neu zu beginnen, schließt er sich mit seinem einzigen noch lebenden Verwandten Ramsey zusammen. Doch in der Stadt geht etwas Heimtückisches vor sich. Der rassistische Sheriff und seine ebenso fanatischen Gefolgsleute haben alle ein Faible für Gewalt und scheinen ein grausames Geheimnis über vermisste junge Schwarze zu teilen. Dann nehmen sie auch Unique ins Visier.
Eine Gruppe rassistischer weißer Schläger, angeführt von dem kleinen, aber gefährlichen Jessie, beleidigt ihn. Daher bleibt dem ehemaligen Soldaten nichts anderes übrig, als sich zur Wehr zu setzen. Unique stellt seine Kampfkunst- und Militärfähigkeiten unter Beweis, um die Nazis Respekt zu lehren.

## Produktion

### Filmstab, Besetzung und Dreharbeiten
Regie führte RZA, der auch das Drehbuch schrieb. Es handelt sich bei One Spoon of Chocolate um den fünften Spielfilm des US-amerikanischen Rappers und Schauspielers. Als junger Mann lebte er selbst in Ohio.
Shameik Moore, bekannt aus Filmen wie Dope und The Gutter, spielt den gerade aus dem Gefängnis entlassenen Kriegsveteran Unique und RJ Cyler seinen einzigen noch lebenden Verwandten Ramsey. Moore war bereits in RZAs Cut Throat City – Stadt ohne Gesetz in der Hauptrolle zu sehen. Eine weitere Hauptrolle besetzte der Regisseur mit Paris Jackson, der Tochter von Michael Jackson. Sie spielt Darla, die Unique zu retten versucht. Michael J. Harney ist in der Rolle des rassistischen Sheriffs der Stadt zu sehen. Harry Goodwins spielt dessen Sohn Jimmy und James Lee Thomas einen Schläger namens Jessie, der diesem folgt. Emyri Crutchfield spielt Ramseys Freundin. In weiteren Rollen sind Johnell Young, Rockmond Dunbar, Blair Underwood und der Country-Musiker Jason Isbell zu sehen. Letzterer debütiert in einem Spielfilm und spielt zu Beginn des Films einen Mann in einem Bus, mit dem Unique fährt, der ihm Tipps zum Überleben gibt.
Die Dreharbeiten fanden in Atlanta statt. Als Kameramann fungierte Brandon Cox. Mit ihm arbeitete der Regisseur bereits für seinen letzten Film Cut Throat City zusammen.

### Filmmusik und Veröffentlichung
Die Filmmusik komponierte Tyler Bates, der zuletzt für die Filme der X-Trilogie von Ti West, John Wick: Kapitel 4 und Havoc tätig war.
Die Premiere des Films fand am 8. Juni 2025 beim Tribeca Film Festival statt.